# サントリーフーズ沖縄
サントリーフーズ沖縄株式会社（Suntory Foods Okinawa Limited.）は、沖縄県において、自動販売機での飲料水の販売、また自動販売機の維持と管理を行う企業。サントリーフーズの100%子会社。

## 概要
沖縄県において、サントリーフーズが発売している清涼飲料（ペプシ、BOSSなど）を自動販売機にて販売している。ジャパンビバレッジを母体とし、沖縄県でも営業を行っているサントリービバレッジソリューションと同じくサントリー食品インターナショナルの傘下企業であるが、サントリー食品インターナショナルの直接の子会社であるサントリービバレッジソリューションとは異なり、サントリーフーズの子会社（サントリー食品インターナショナルから見た場合は孫会社）である。
沖縄県におけるペプシコーラの販売は、アメリカ統治下にあった1954年に与那城ベバレッジカンパニーが製造・販売したのが始まり。その後1979年に琉球ペプシコーラボトリングへ製造・販売権が移管され、販売権は1994年にペプシコが設立した沖縄ペプシコーラへ再移管された。
1997年に日本におけるペプシコーラ事業（マーケティング及び製造販売総代理権）がペプシコ日本支社からサントリーに譲渡されたと同時に、ペプシコの子会社であった沖縄ペプシコーラの業務を継承する形で沖縄ペプシコーラ販売株式会社として設立。翌1998年1月から事業を開始した。
国内におけるサントリーグループの企業では、日本ペプシコーラ製造共々最後までペプシの社名が残っていたが、2015年4月1日付で商号を沖縄ペプシビバレッジ株式会社からサントリーフーズ沖縄株式会社へ変更した。
2021年5月19日と10月15日に、サントリーグループにおける国内自動販売機事業の再編が発表されたが、当社に関してはサントリービバレッジサービス、ジャパンビバレッジ、サントリービバレッジソリューション（初代）との経営統合の対象とはならず、ジャパンビバレッジ、サントリービバレッジサービス、サントリービバレッジソリューション（初代）の経営統合によってサントリービバレッジソリューション（2代）が発足した2022年1月以降も現行のまま営業を継続する。なお、自動販売機事業における以前の仕入れ先は、サントリーフーズであったが、2024年4月1日付で仕入れ先がサントリービバレッジソリューションへ変更された。

## 事業所
- 本社 - 沖縄県宜野湾市大山7-5-2
- 那覇営業所 - 沖縄県那覇市安謝628
- 北部営業所 - 沖縄県国頭郡金武町字金武10392番5

## 沿革
- 1997年12月10日 - 沖縄ペプシコーラ販売株式会社として設立。
- 2000年1月 - 商号を沖縄ペプシビバレッジ株式会社へ変更。
- 2015年4月1日 - 商号をサントリーフーズ沖縄株式会社へ変更。

## 関連会社
- サントリー食品インターナショナル
- サントリーフーズ
- ジャパンビバレッジホールディングス
- サントリービバレッジソリューション
- コーシン・サントリービバレッジ
- 原田ベンディングサービス
- オリエンタル商事
- 香川ペプシコーラ販売
- ジャパンビバレッジエコロジー